# Jesús Muro Sevilla
Jesús Muro Sevilla (Zaragoza, 27 de abril de 1896 - Madrid, 27 de diciembre de 1966), fue un político conservador aragonés y sindicalista español, Jefe del Sindicato Nacional del Azúcar. Consejero Nacional designado y procurador en las Cortes Españolas durante las ocho  primeras  legislaturas del período franquista

## Biografía
Vicepresidente tanto de la Unión Monárquica Nacional como de las juventudes de la Unión Patriótica primorriverista en Zaragoza, constituyó en febrero de 1933 la sección local de la agrupación “Al Servicio de España”, con componentes procedentes de la mencionada Unión Patriótica, estudiantes y militares retirados. Esta agrupación es considerada como el germen de la Falange zaragozana.

## Franquismo
Miembro del I Consejo Nacional de Falange Española y de las JONS fue Jefe Territorial de Aragón de la Falange durante la sublevación militar del General Francisco Franco, consejero nacional del movimiento, procurador en Cortes en la I Legislatura de las Cortes Españolas (1943-1946), promotor del Frente de Juventudes y fundador de la emisora Radio Zaragoza.
Jefe del Sindicato Nacional del Azúcar, fallece ocupando el cargo, fue sustituido por Francisco Dadín Gallo.

## Reconocimientos
- Se ha cambiado recientemente el nombre de la calle "Muro Sevilla" que existía en Zaragoza (situada entre la plaza de toros y el paseo de María Agustín), y ahora esa calle se llama "Marie Curie".